# Championnat des moins de 20 ans de la zone A de l'Union des fédérations ouest-africaines de football
Ne doit pas être confondu avec Championnat des moins de 20 ans de la zone B de l'Union des fédérations ouest-africaines de football.
Le Championnat U-20 de la zone A de l'UFOA est une compétition sous-continental réunissant les sélections nationales des moins de 20 ans de football de la zone A de l'Union des fédérations ouest-africaines de football.

## Histoire
La première compétition a eux lieux au Liberia du 24 mai au 6 juin 2018 à Monrovia
Les première finaliste da la première édition sont le Liberia est la Gambie contre toute attente.
En 2019 la Guinée le pays hots est éliminée sans avoir atteint les demi-finale, C’est le Sénégal qui ressortent vainqueur, en vainquants le Mali finaliste, il remporte leur premier trophée Ufoa de la zone A
Les deux finalistes sont directement qualifiés pour la Coupe d'Afrique des nations de football des moins de 20 ans depuis l’édition 2020 sauf au cas, Où la Coupe d'Afrique des nations de football des moins de 20 ans se déroule dans un des pays membres de la zone A de l'Union des fédérations ouest-africaines de football. Une seule place sera alors attitrée au vainqueur.

## Équipes éligibles
- Cap-Vert
- Gambie
- Guinée
- Guinée-Bissau
- Liberia
- Mali
- Mauritanie
- Sénégal
- Sierra Leone

## Palmarès
Le tableau suivant retrace pour chaque édition de la compétition, le palmarès du tournoi et la ville hôte.
| N° | Édition | Pays hôte  | Or      | Argent       | Bronze               | Quatrième            |
| -- | ------- | ---------- | ------- | ------------ | -------------------- | -------------------- |
| 1  | 2018    | Liberia    | Gambie  | Liberia      | Mali                 | Côte d'Ivoire        |
| 2  | 2019    | Guinée     | Sénégal | Mali         | Gambie               | Sierra Leone         |
| 3  | 2020    | Senegal    | Gambie  | Sénégal      | Guinée-Bissau Guinée | Guinée-Bissau Guinée |
| 4  | 2022    | Mauritanie | Sénégal | Gambie       | Mauritanie Mali      | Mauritanie Mali      |
| 5  | 2024    | Liberia    | Sénégal | Sierra Leone | Gambie               | Guinée               |